# Чёрно-пегие

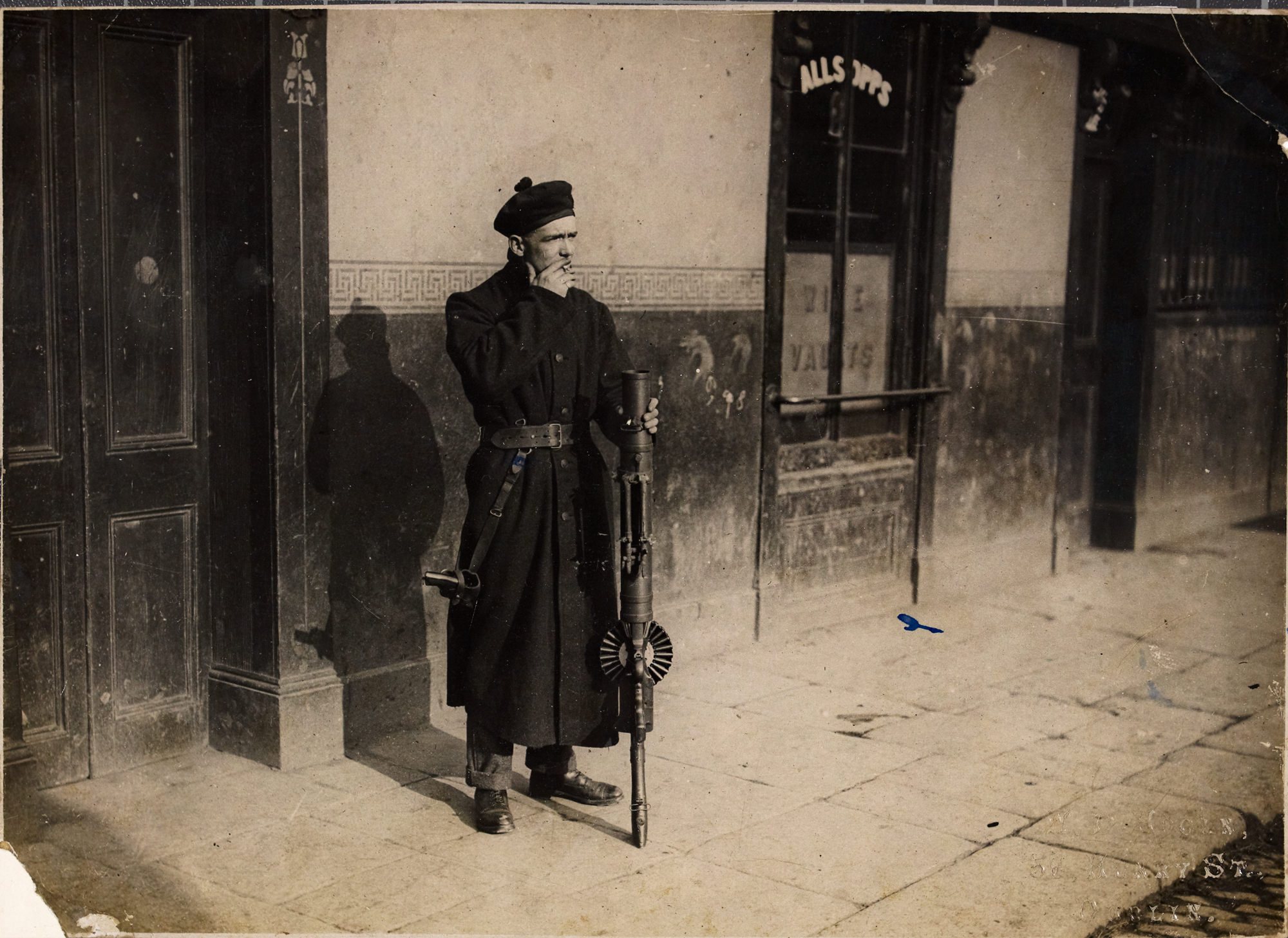
«Чёрно-пегий» в Дублине с пулемётом Льюиса, февраль 1921 г.

«Чёрно-пегие» или чёрно-рыжие (англ. The Black and Tans, ирл. Dúchrónaigh), официально — Особый резерв Королевской ирландской полиции (англ. Royal Irish Constabulary Special Reserve) — военизированная (полувоенная) организация, выступавшая в качестве временных полицейских сил, сражавшаяся на стороне Великобритании во время Ирландской войны за независимость. Название «Чёрно-пегие» произошло от импровизированной униформы подразделений в первое время службы. До того, как бойцы получили униформу Королевской ирландской полиции, они носили временную униформу из элементов униформ разных цветов: хаки британской армии и формы тёмно-оливкового цвета Королевской ирландской полиции. Это хаотичное сочетание различных видов униформы стало причиной, по которой население Ирландии стало называть их «чёрно-пегими» — по аналогии с ирландским фоксхаундом.

## История организации
В 1920—1922 годах около 7 тысяч добровольцев прошло через её ряды. Эти подразделения были детищем Уинстона Черчилля, на тот момент — военного министра. Набор добровольцев (зачастую — ветеранов Первой мировой войны из Великобритании, оказавшихся в мирное время не у дел) в подразделения начался в конце 1919 года. Задача этих подразделений состояла в помощи Королевской ирландской полиции в поддержании порядка и в борьбе с ИРА. Несмотря на то, что большую часть «чёрно-пегих» составляли бывшие британские солдаты-ветераны Первой мировой войны, они официально не подчинялись британской армии, являясь вспомогательными полицейскими частями. Задача подавления ирландского восстания была возложена на полицию, поскольку британское правительство считало «ирландский вопрос» внутренним делом государства: в случае привлечения армии ирландское восстание выглядело бы как гражданская война за независимость. По этой причине вместо армейских частей были сформированы вспомогательные военизированные части. Им платили относительно хорошее жалованье в размере 10 шиллингов в день — для сравнения, рядовой британской армии получал чуть более шиллинга в день, плюс полный пансион и проживание. Более трети покинули службу до того, как они были расформированы вместе с остальной частью Королевской ирландской полиции в 1922 году. Они имели чрезвычайно высокий процент потерь и более половины из них получили государственные пенсии. В общей сложности, 404 члена Королевской ирландской полиции погибли в ходе конфликта, и более 600 были ранены. Но до сих пор не ясно, сколько из них были обычными полицейскими и сколько было «чёрно-пегих».

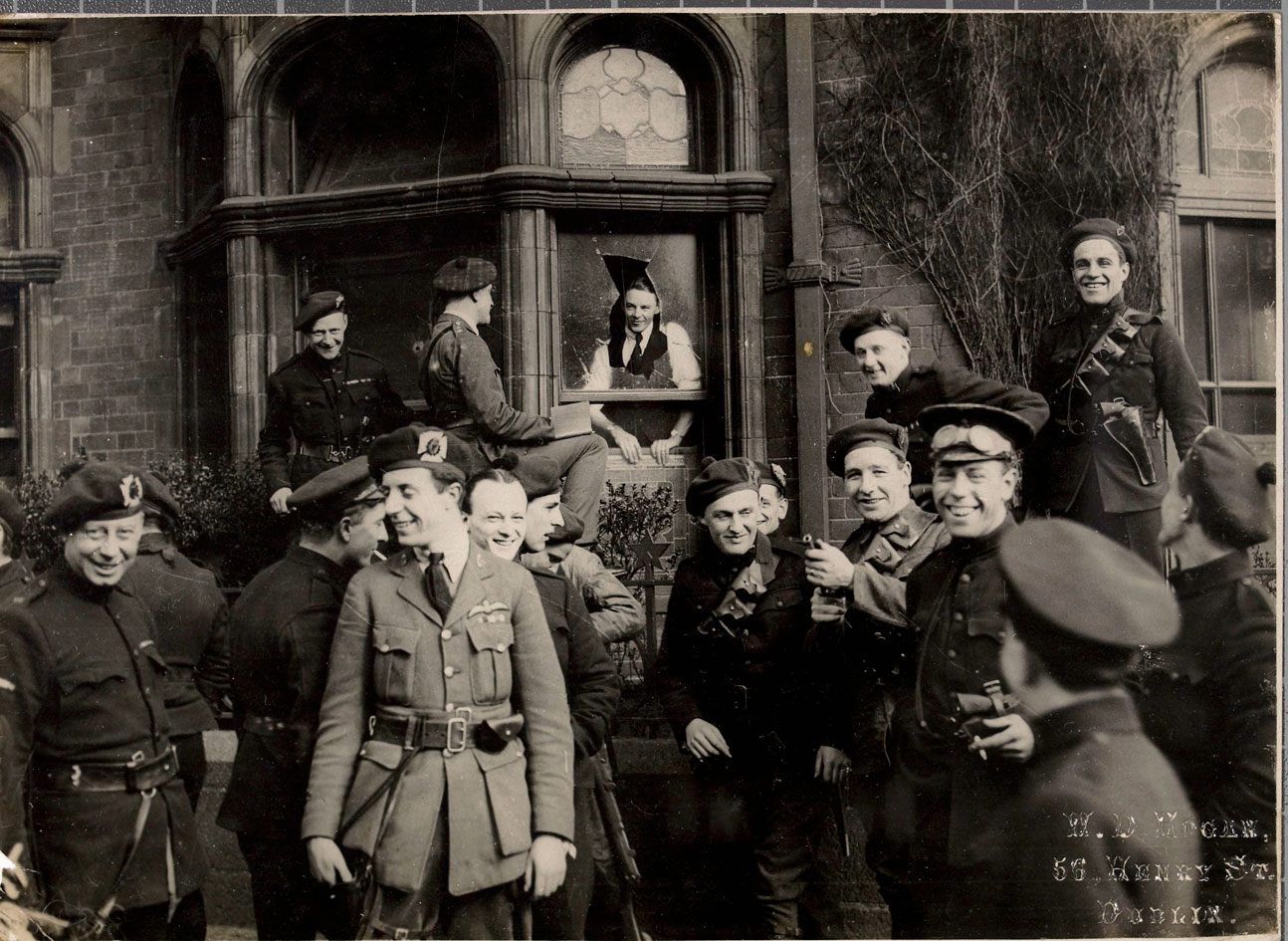
Члены «чёрно-пегих» и Вспомогательной дивизии перед гостиницей «Лондон и Норт-Вестерн» в Дублине после атаки ИРА (апрель 1921 года)

## Оценка деятельности
Основным противником «чёрно-пегих» была Ирландская республиканская армия (ИРА); но с точки зрения задач, которые были перед ними поставлены, «чёрно-пегие» были малоэффективны. Не имея никакого опыта полицейской работы, они плохо справлялись с розыском и арестом повстанцев. Опыта партизанской войны в городе у них тоже не было. В конце концов, их стали использовать в первую очередь для интернирования и предания военно-полевому суду гражданских лиц. При этом «чёрно-пегие» не были достаточно дисциплинированы, отличались грубостью и пьянством (низкий уровень дисциплины были вызван, среди прочего, коротким трёхмесячным сроком обучения). Доходило до того, что и они сами начинали участвовать в преступлениях: например, в декабре 1920 г. четверо «чёрно-пегих» были арестованы за ограбление банка. 21 ноября 1920 года бойцы ИРА расстреляли 19 офицеров разведки армии в Дублине. В тот же день «чёрно-пегие» были отправлены на стадион «Кроук Парк» в Дублине (для поиска разыскиваемых), где состоялся матч, и открыли огонь по толпе, убив 12 и ранив 65 человек — событие, вошедшее в историю как Кровавое воскресенье. Их поведение иногда вызывало неодобрение тех, кому они должны были помочь — некоторые члены ирландской полиции подали в отставку, протестуя против поведения «чёрно-пегих». Их деятельность подверглась критике со стороны деятелей Великобритании, включая короля Георга V, англиканских епископов, членов парламента от Лейбористской партии и Либеральной партии, Союза профсоюзов и части прессы. Их тактика побуждала ирландскую общественность усилить свою скрытую поддержку ИРА, в то время как британская общественность настаивала на переходе к мирному урегулированию. Поэтому эти подразделения прославились, прежде всего, своей жестокостью в отношении мирного населения Ирландии и уничтожением собственности гражданского населения.

## В массовой культуре
- «Ветер, который качает вереск» — фильм 2006 года.
- «Come Out, Ye Black and Tans» — песня ирландских повстанцев.